# Anoxia pilosa
Anoxia pilosa är en skalbaggsart som beskrevs av Fabricius 1792. Anoxia pilosa ingår i släktet Anoxia och familjen Melolonthidae. Inga underarter finns listade i Catalogue of Life.

## Bildgalleri

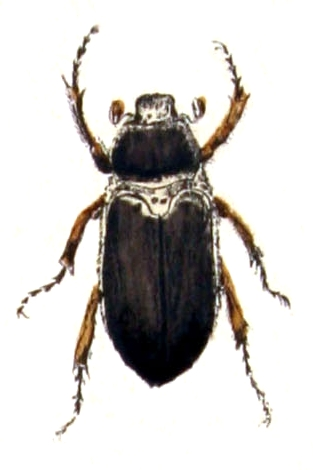